# ヒレナガハギ属
ヒレナガハギ属(学名：Zebrasoma)は、ニザダイ科の属の一つ。インド太平洋地域に分布する。

## 分類
1839年にイギリスの動物学者であるウィリアム・スウェインソンによって、ヒレナガハギのみを含むクロハギ属の単型亜属として提案された。本属の7種は、いくつかの分岐群を形成する。最も基部の分岐群は縞模様のあるもので、Z. desjardinii とヒレナガハギが含まれ、これらはしばしば同種とみなされる。Z. gemmatum は、基部の分岐群とその他の分岐群の間にある単型分岐群に属すると考えられている。キイロハギとゴマハギで構成される分岐群、Z. rostratumとZ. xanthurumで構成される分岐群がある。
学名は「体」を意味する Soma と Zebra を組み合わせたもので、タイプ種であるヒレナガハギの体のシマウマのような横縞を指す。

## 下位分類
2022年現在、7種が属する。
- Zebrasoma desjardinii (E. T. Bennett, 1836) (Desjardin's sailfin tang)
- キイロハギ Zebrasoma flavescens (E. T. Bennett, 1828) (Yellow tang)
- Zebrasoma gemmatum (Valenciennes, 1835) (Gem tang)
- Zebrasoma rostratum (Günther, 1875) (Black tang)
- ゴマハギ Zebrasoma scopas (G. Cuvier, 1829) (Twotone tang)
- ヒレナガハギ Zebrasoma velifer (Bloch, 1795) (Sailfin tang)
- Zebrasoma xanthurum (Blyth, 1852) (Purple tang)

## 形態
体は側扁した円形で体高は高く、吻部は前方に突出する。背鰭と臀鰭が発達し、背鰭は 4 - 5棘23 - 31軟条から、臀鰭は3棘19 - 25軟条から成る。尾柄には一対の骨質板をもち、尾鰭は截形。最小種はキイロハギで全長は20 cm、最大種はゴマハギとヒレナガハギで、全長40 cmに達する。

## 生態
紅海から東のピトケアン諸島やハワイ諸島を含むインド洋と太平洋に分布する。サンゴ礁や岩礁に生息し、海藻や藻類、小型の無脊椎動物を捕食する。

## 人間との関係
普通は食用にならない。観賞魚として飼育される。